# Cypricercus cuneatus
Cypricercus cuneatus är en kräftdjursart som beskrevs av Sars 1895. Cypricercus cuneatus ingår i släktet Cypricercus och familjen Cyprididae. Inga underarter finns listade i Catalogue of Life.